# 巔峰時代
《巔峰時代》，是2012年播出的由臺灣的台視八點檔時裝劇，劇情是描寫以金融危機為背景，由黃少祺一人分飾兩角，敘述雙胞兄弟天差地遠的際遇過程。

## 故事大綱
1.陰心瑜（叢中笑飾）與王銀麗（陳莎莉飾）倆人在年輕的時候曾是餐飲業界的合作伙伴，感情如同姊妹一般倆人更以姊妹相稱。但因為一次商場上的合作事件心瑜誤以為銀麗出賣她於是心瑜開始展開報復行動，首先是故意鬧失蹤讓銀麗以為姊姊心瑜人間蒸發了，再來生下簡士信（王中皇飾）與收養孤兒陶芊慧（袁曉旭飾）倆人作為她報復銀麗的助手。後來簡士信娶了柯曉菁（丁國琳飾）為妻簡士信順理成章混進了柯家（銓盛控股集團）但是簡士信覺得自己當個副總裁卻不能決定大事像個空殻子似的不被公司的職員所重視，於是簡士信趁柯家與白家（月亮灣酒店）合作生意時私下與白宗源（荊明華飾）倆人合作用盡各種手段不惜傷害親友為了就是要爭取到集團中最高的地位的際遇過程。
2.在情愛方面邱盈盈（王宇婕飾）得忍受男友楊念和（黃少祺飾）在扮演雙胞胎哥哥柯浩天（原柯浩天-黃少祺飾因車禍失蹤.....）時與白若情（韓雪飾）假戀愛、真結婚的際遇過程。
3.看柯浩天與楊念和倆兄弟合作揭開簡士信與白宗源的惡行以重振柯家的事業。

## 播出時間
以下時間以當地時間（台灣時間）為準

### 首播
| 片名     | 頻道                 | 所在地 | 播放日期      | 播放時間             |
| -------- | -------------------- | ------ | ------------- | -------------------- |
| 巔峰時代 | 台視綜合台           | 臺灣   | 2019年2月19日 | 每週一~週四20:00播出 |
| 巔峰時代 | 哈爾濱電視台影視頻道 | 中国   | 2011年9月9日  |                      |

## 演员陣容

### 主要角色
| 演員   | 角色   | 介紹                                        |
| 黃少祺 | 柯浩天 | 铨盛控股集团之总裁 柯家長子                 |
| 黃少祺 | 楊念和 | 日月潭海景饭店之副总经理 柯家次子，楊家養子 |
| 王宇婕 | 邱盈盈 | 日月潭海景饭店之客房部课长 楊念和之妻       |
| 蔡東威 | 張子文 | 月亮湾海景饭店工地主任 柯浩天之表弟         |
| 王晶   | 白嘉雯 | 月亮湾海景饭店筹备处执行长 張子文之妻       |
| 方數真 | 張乃馨 | 日月潭海景饭店之客房部員工 柯浩天之表妹     |

### 柯家
- 陳莎莉 飾 黃銀麗
- 王　道 飾 柯耀和
- 黃梅瑩 飾 楊秋燕
- 韓　雪 飾 白若情
- 丁國琳 飾 柯曉菁

### 白家
- 尤勇智 飾 白瑞堯
- 劉　佳 飾 張再芬
- 荊明華 飾 白宗源
- 李宜娟 飾 姜巧萍

### 楊家
- 孟庭麗 飾 賴鳳儀
- 丁力祺 飾 楊先勇

### 簡家
- 叢中笑 飾 陰心瑜
- 王中皇 飾 簡士信

### 王家
- 鄭平君 飾 王柏松
- 岳　庭 飾 林慧蘭
- 余采恩 飾 王婉君
- 楊仲恩 飾 王柏林

### 葛家
- 劉　政 飾 葛大昌
- 袁曉旭 飾 陶千慧

### 周家
- 馬惠珍 飾 周晴珊
- 湯鈞禧 飾 周定邦
- 周紹棟 飾 老　馬

### 蔣家
- 王美雪 飾 胡莉茗
- 陳威翰 飾 蔣奕霖

### 其他角色
- 王心宜 飾 馬心儀
- 錢帥君 飾 倪芳芳/林心卉
- 賴亭君 飾 潘　潘
- 夏如芝 飾 宣　宣
- 萬鴻貴 飾 王榮發
- 李沛旭 飾 張大衛
- 張　琴 飾 蔡淑敏
- 簡家瑋 飾 廖慶隆
- 張明明 飾 羅秉憲
- 曾莞婷 飾 曾玉婷
- 戴禾康 飾 萬安生
- 郭柯彤 飾 潘玲玲
- 史黛西 飾 張琳琳
- 胡曉芳 飾 謝小甜
- 蔡佳宏 飾 白　鑽
- 詹惟中 飾 王　威

## 主題曲
| 曲序 | 曲目             |        | 作曲   | 演唱者 |
| ---- | ---------------- | ------ | ------ | ------ |
| 1.   | 送給你（片頭曲） | 江志豐 | 江志豐 | 龍千玉 |
| 2.   | 心借過（片尾曲） | 江志豐 | 江志豐 | 蔡小虎 |

## 製作團隊
- 監製：劉麗惠
- 製作人：俞惟中、杜大寧、方泓仁
- 編劇統籌：方泓仁
- 編劇：笙華編劇小組
- 企宣：洪瑀
- 導演：朱銳斌、許立坤、陳俊任

## 收視率
| 播映日期                                                     | 週數     | 集數  | 平均收視率 | 排名 | 備註                                                  |
| ------------------------------------------------------------ | -------- | ----- | ---------- | ---- | ----------------------------------------------------- |
| 2012年1月16日－01月19日                                      | 1        | 01-04 | 0.45       | 6    |                                                       |
| 2012年1月23日至1月26日，台視因播出春節特別節目，暫停播出一週 |          |       |            |      |                                                       |
| 2012年1月30日－02月2日                                       | 2        | 05-08 | 0.57       | 6    |                                                       |
| 2012年2月6日－02月9日                                        | 3        | 09-12 | 0.54       | 5    |                                                       |
| 2012年2月14日－02月16日                                      | 4        | 13-15 | 0.54       | 6    | 2月13日，台視因重播第54屆葛萊美頒獎典禮，暫停播出一次 |
| 2012年2月20日－02月23日                                      | 5        | 16-19 | 0.60       | 5    |                                                       |
| 2012年2月28日                                                | 6        | 20    | 0.80       | 7    | 2月27日，台視因重播第84屆奧斯卡頒獎典禮，暫停播出一次 |
| 平均收視                                                     | 平均收視 | -     | 0.58       | -    | -                                                     |

- 同時段節目：
  - 三立
    - 三立台灣台《牽手》
    - 三立都會台《真愛找麻煩》

  - 民視《父與子》
  - 中視《鐵梨花／公主嫁到／龍遊天下》
  - 華視《笑傲江湖／包青天之碧血丹心》
  - 大愛《守著你的我／生命花園》
- 由AGB尼爾森調查，調查範圍是四歲以上收看電視之觀眾。
- 資料來源：中時娛樂

## 外部連結
- 祺婕巔峰時代粉絲團
- 《顛峰時代》官網 （页面存档备份，存于）

## 電視節目的變遷
| 台視主頻 每週一至週四 20:00 - 22:00            | 台視主頻 每週一至週四 20:00 - 22:00                               | 台視主頻 每週一至週四 20:00 - 22:00 |
| ---------------------------------------------- | ----------------------------------------------------------------- | ----------------------------------- |
|                                                | 巔峰時代 （2012年1月16日－2012年2月28日） （01/23~01/26暫停播出） |                                     |
| 新星星知我心 （2011年11月30日－2012年1月12日） | 女人花 （2012年2月29日－2012年5月8日）                            |                                     |